# Coupe de France de football australien
 (février 2011).
Si vous disposez d'ouvrages ou d'articles de référence ou si vous connaissez des sites web de qualité traitant du thème abordé ici, merci de compléter l'article en donnant les références utiles à sa vérifiabilité et en les liant à la section « Notes et références ».
La Coupe de France de football australien est une épreuve ouverte aux clubs de football australien français. Cette compétition est organisée par le Comité national de football australien (CNFA).
Les clubs les plus titrés sont les Toulouse Hawks avec 4 trophée et les Paris Cockerels avec 3 trophées.

## Histoire

### 2008
Le football australien se joue en France pour la première fois en 1998. Cependant, pendant 10 ans, seuls quelques matchs amicaux sont organisés, et le football australien peine à démarrer dans l'hexagone.
Partant de ce constat alarmant, les dirigeants du football australien décident (au début de 2008) de la tenue d'une compétition française juste avant les grandes vacances 2008. L'objectif premier est de réunir la grande famille du football australien en France, mais aussi et surtout de donner une véritable impulsion à ce sport en France. Au début, seuls trois clubs devaient participer (Paris Cockerels, Strasbourg Kangourous et Bordeaux Bombers) dans un tournoi triangulaire, mais à la surprise générale une équipe arrive à se former en 2 mois sur Montpellier et confirme sa participation : les Montpellier Fire Sharks.
Au cours de cette première édition, les Paris Cockerels dominent outrageusement les débats ce qui leur permet de remporter la Coupe. Cependant, c'est surtout le football australien qui sort grand vainqueur, après tant de tentatives infructueuse et de rendez-vous manqués, les choses concrètes commencent à se mettre en place.

### 2009
La deuxième édition de la coupe de France de football australien s'est tenue à côté de Bordeaux, à Saint-Médard-en-Jalles. Deux nouvelles équipes ont fait leur apparition, les Tigres de Perpignan et les Crocodiles de Toulouse. Ces deux équipes ont créé la surprise en terminant respectivement à la 2e et 3e place. Sans surprise, Paris s'est imposé plutôt facilement, en conservant leur invincibilité en compétition française. En dehors du podium, Strasbourg a terminé 4e, avec beaucoup de mérite car ils ont fait le voyage dans la nuit précédant la Coupe. Bordeaux a terminé 5e devant son public, et Montpellier ferme la marche. L'organisation des Bordelais est saluée par tous les acteurs de cette Coupe. Pour la première fois, la Coupe de France est séparée en 2 poules de 3 équipes, suivies de match de classements.

## Palmarès

### Tableau d'honneur
| Rang | Club             | Nombre de titres | Dernier titre | Nombre de finales perdues | Dernière défaite en finale |
| ---- | ---------------- | ---------------- | ------------- | ------------------------- | -------------------------- |
| 1    | Toulouse Hawks   | 4                | 2015          | 1                         | 2012                       |
| 2    | Paris Cockerels  | 3                | 2011          | 4                         | 2015                       |
| 3    | Bordeaux Bombers | 1                | 2012          | 0                         | -                          |

| Edition | Nom du joueur       | Pays    | Club                  | Matchs | Buts | Behinds | Points |
| ------- | ------------------- | ------- | --------------------- | ------ | ---- | ------- | ------ |
| 2008    | Anthony Willmann    | France  | Strasbourg Kangourous | 4      | 10   | 8       | 68     |
| 2009    | Páll Tómas Finnsson | Islande | Paris Cockerels       | 3      | 9    | 1       | 55     |
| 2010    | Grégory Patacq      | France  | Toulouse Crocodiles   | ?      | ?    | ?       | ?      |
| 2011    | ?                   | ?       | ?                     | ?      | ?    | ?       | ?      |
| 2012    | ?                   | ?       | ?                     | ?      | ?    | ?       | ?      |
| 2013    | ?                   | ?       | ?                     | ?      | ?    | ?       | ?      |

### Finales
| Date              | Vainqueur            | Finaliste                               | Score                | Lieu                   | Spectateurs | Clubs engagés |
| 28 juin 2008      | Paris Cockerels (1)  | Strasbourg Kangourous                   | 8.9 (57) - 4.4 (28)  | Bois de Vincennes      | 50          | 4             |
| 4 juillet 2009    | Paris Cockerels (2)  | Perpignan Tigers                        | 11.3 (69) - 1.5 (11) | Saint-Médard-en-Jalles | 100         | 6             |
| 26 juin 2010      | Toulouse Hawks (1)   | Paris Cockerels                         | 8.10 (58) - 2.3 (15) | Strasbourg             | ?           | 5             |
| 22 octobre 2011   | Paris Cockerels (3)  | Strasbourg Kangourous                   | 9.6 (60) - 2.3(15)   | Pantin                 | ?           | 6             |
| 9 juin 2012       | Bordeaux Bombers (1) | Toulouse Hawks                          | 7.2 (44) – 5.7 (37)  | Toulouse               | ?           | 7             |
| 15 juin 2013      | Toulouse Hawks (2)   | Paris Cockerels                         | 12.6 (78) - 2.3 (15) | Cergy                  | ?           | 6             |
| 20 septembre 2014 | Toulouse Hawks (3)   | Paris Cockerels                         | 32 - 16              | Saint-Médard-en-Jalles | ?           | 6             |
| 19 septembre 2015 | Toulouse Hawks (4)   | Paris Cockerels/Montpellier Fire Sharks | 5.3.(33) - 1.7.13    | Toulouse               | ?           | 6             |
| 10 décembre 2016  | Paris cocks (1)      | Bordeaux Bombers                        | 60-14                | Perpignan              | ?           | 6             |